# 毛利隆雄
毛利 隆雄（もうり たかお、1947年 - ）は日本のバーテンダー。日本を代表するバーテンダーに挙げられる。後進の育成にも力を注いている。

## 経歴
1947年、福岡県八女市に産まれる。野球少年であった毛利は甲子園出場を目指すがかなわなかった。なお、毛利の所属する戸畑高校が最後の福岡大会で破れた相手は小倉高校でその後東京ヤクルトスワローズへ入団する安田猛を擁していた。また、その小倉高校を破って甲子園へ出場した三池工業は甲子園大会で優勝することになるのだが、後に南海ホークスへ入団する上田卓三を擁し、監督は原貢であった。
高校卒業後はノンプロを目指して上京し就職したが、2年で退社し日本大学法学部へと進学し直す。大学の学費を賄うために東京會舘でアルバイトを初め、バーテンダーとしての基礎を学んだ。ある時、職場で野球大会があり、毛利は投手として活躍。そこであるバーのチーフに誘われて働くことになる。
毛利自身は酒が飲めないこともあって、当初、バーテンダーの仕事をつなぎ仕事のように考えていたが、1983年の全日本バーテンダー協会主宰のカクテル・コンペティション関東大会に初出場して準優勝となる。この時の優勝者はその後の全国大会でも優勝しており、生来の負けず嫌いから翌1984年も出場することにした。1984年、1985年の全日本バーテンダー協会主宰のカクテル・コンペティションでは優勝を果たし、1987年にローマで行われた世界大会に出場する権利を獲得する。世界大会では味と技術の得点で世界一になった。毛利はこの頃からバーテンダーを一生の仕事と考えるようになった。

## 毛利マティーニ
世界一となった後も毛利は研鑽を重ね、マティーニの追及を行う。
理想とするマティーニの決め手はジンにあると考えた毛利は「コクと深みと甘みがあるジン」を求めて試行錯誤しブードルスジンにたどり着いた。マイナス20度にまで冷やしたブードルス・ジンを氷とステアすることでマイナス6度まで温度を上昇させてからマティーニを作ることで芳醇さとやわらかさを持つマティーニに仕上げた。

## ハバナ・マティーニ
きっかけは常連客にラム酒を使ったマティーニをリクエストされたことであった。
大量に売れ残ったと泣きつかれて引き取ったハバナ・クラブ7年をベースに日本で入手できるドライ・シェリーを片端から分量、温度、相性を試作して完成。
レシピ
- ラム酒（ダーク・ラム） - 90ml
- シェリー酒 - 1/2tsp
- オレンジビターズ - 1dash
- オリーブ
- レモンの皮

作り方
1. ラム酒、シェリー酒、オレンジビターズをミキシンググラスに入れてステアする。
2. 上記を氷とともにロックグラスに注ぎ、ピックに刺したオリーブを入れる。レモンの皮をひねって香りづけする。

## 著作
- 毛利隆雄のカクテル・ブック: 夢酒場「ガスライト」で乾杯 1995年、光風社出版、ISBN 4875192088
- スタンダード・カクテル101 1996年、柴田書店、ISBN 4388057843
- マティーニ・イズム: 感謝があれば、なんとかなる 2007年、たる出版、ISBN 9784924713871
- MORI BAR・毛利隆雄の別格カクテル57 = Exceptional 57 cocktails of Takao Mori.: トップバーテンダーの味・技・道具を完全収録 2020年、主婦の友社、ISBN 9784074410989
- MORI BAR: マスター・オブ・マティーニ、毛利隆雄のすべて 2020年、主婦の友社、ISBN 9784074411061